# Fenggang (häradshuvudort i Kina, Jiangxi Sheng, lat 27,55, long 116,21)
Fenggang är en häradshuvudort i Kina. Den ligger i provinsen Jiangxi, i den sydöstra delen av landet, omkring 130 kilometer söder om provinshuvudstaden Nanchang. Antalet invånare är 224 039. Befolkningen består av 108 904 kvinnor och 115 135 män. Barn under 15 år utgör 21,0 %, vuxna 15-64 år 72 %, och äldre över 65 år 6,0 %.
Runt Fenggang är det ganska tätbefolkat, med 111 invånare per kvadratkilometer. Fenggang är det största samhället i trakten. I omgivningarna runt Fenggang växer i huvudsak blandskog.
Genomsnittlig årsnederbörd är 2 316 millimeter. Den regnigaste månaden är juni, med i genomsnitt 432 mm nederbörd, och den torraste är oktober, med 18 mm nederbörd.